# Synnomos mixtipennaria
Synnomos mixtipennaria är en fjärilsart som beskrevs av Walker 1860. Synnomos mixtipennaria ingår i släktet Synnomos och familjen mätare. Inga underarter finns listade i Catalogue of Life.